# Ōkuma Tomohide
Ōkuma Tomohide (大熊朝秀?; 1517 – 3 aprile 1582) è stato un samurai giapponese del periodo Sengoku.
Servì inizialmente il clan Uesugi della provincia di Echigo. Si ribellò nel 1556 ma la sua rivolta non andò come previsto e fuggì nella provincia di Etchū. Nel 1563 divenne servitore del clan Takeda della provincia di Kai, nemici storici degli Uesugi. Guidò truppe sotto il comando di Yamagata Masakage.
Seguì i Takeda fino alla fine e morì nel 1582 con Takeda Katsuyori nella battaglia di Tenmokuzan.
I suoi discendenti divennero degli importanti servitori del clan Sanada.